# アクア・ブルースポーツ
アクア・ブルースポーツ(Aqua Blue Sport)は、アイルランド国籍の自転車競技・ロードレースチームの名称。

## 概要
アイルランド初のUCIプロフェッショナルコンチネンタルチームとして2017年に発足。オーナーはアイルランド南部コーク出身の実業家、リック・デラニー。活動４年目にワールドツアーレベルに参加、ツール・ド・フランスに出場することを目標としている。イギリスチャンピオンのアダム・ブライズやスクラッチ世界チャンピオンのマーティン・アーヴァイン等が創設メンバーとなる。
2018年よりバイクが3Tのストラーダとなり、フロントシングルのディスクブレーキという先鋭的バイクで当シーズンを勝負する事となった。
2018年をもっての解散を発表。

## 主な実績

### 2017年
- ツール・ド・スイス
  - 山岳賞　ラーセ・ノーマン・ハンセン
  - 区間優勝　ローレンス・ワーバス（第4ステージ）
- アメリカ合衆国選手権　優勝　ローレンス・ワーバス（ロードレース）
- ブエルタ・ア・エスパーニャ　区間優勝　シュテファン・デニフル（第17ステージ）

### 2018年
- ツール・ド・スイス　山岳賞　マーク・クリスティアン
- アイルランド選手権　優勝　コナー・ダン（ロードレース）

## 2017年陣容
2017年2月14日更新
| 選手名                         | 国籍             | 生年月日               | 前年所属チーム                             |
| ------------------------------ | ---------------- | ---------------------- | ------------------------------------------ |
| アダム・ブライス               | イギリス         | 1989年10月1日（35歳）  | ティンコフ                                 |
| マット・ブラマイアー           | アイルランド     | 1985年6月7日（39歳）   | ディメンションデータ                       |
| マーク・クリスティアン         | イギリス         | 1990年11月20日（34歳） | チーム・ウィギンス                         |
| シュテファン・デニフル         | オーストリア     | 1987年9月20日（37歳）  | IAMサイクリング                            |
| コナー・ダン                   | アイルランド     | 1992年1月22日（33歳）  | ＪＬＴ・コンドール                         |
| アンドリュー・フェン           | イギリス         | 1990年7月1日（34歳）   | チームスカイ                               |
| アーロン・ゲイト               | ニュージーランド | 1990年11月26日（34歳） | アン・ポスト - チェインリアクション        |
| ラーセ・ノーマン・ハンセン     | デンマーク       | 1992年2月11日（33歳）  | ストールティングサービスグループ           |
| リー・ハワード                 | オーストラリア   | 1989年10月18日（35歳） | IAMサイクリング                            |
| マーティン・アーヴァイン       | アイルランド     | 1985年6月6日（39歳）   | マディソン・ジェネシス                     |
| ピーター・コニング             | オランダ         | 1990年12月3日（34歳）  | ドラパック・プロフェッショナルサイクリング |
| ミシェル・クレーデル           | オランダ         | 1987年8月15日（37歳）  | ルームポット・オレンジプロトン             |
| ラーシュ・ペター・ノードハウグ | ノルウェー       | 1984年5月14日（40歳）  | チームスカイ                               |
| ダニエル・ピアソン             | イギリス         | 1994年2月26日（31歳）  | チーム・ウィギンス                         |
| ローレンス・ワーバス           | アメリカ合衆国   | 1990年6月28日（34歳）  | IAMサイクリング                            |
| カルバン・ワトソン             | オーストラリア   | 1993年1月6日（32歳）   | アン・ポスト - チェインリアクション        |